# Гуо-де-Ларбуст
Гуо́-де-Ларбу́ст (фр. Gouaux-de-Larboust, окс. Guaus de Larbost) — коммуна во Франции, находится в регионе Юг — Пиренеи. Департамент — Верхняя Гаронна. Входит в состав кантона Баньер-де-Люшон. Округ коммуны — Сен-Годенс.
Код INSEE коммуны — 31221.

## География
Коммуна расположена приблизительно в 690 км к югу от Парижа, в 120 км к юго-западу от Тулузы.
По территории коммуны протекают небольшие реки Гуо (фр. Gouaux) и Ардуазьер (фр. Ardoisière).

## Климат
Климат умеренно-океанический. Зима мягкая и снежная, весна характеризуется сильными дождями и грозами, лето сухое и жаркое, осень солнечная. Преобладают сильные юго-восточные и северо-западные ветры.

## Население
Население коммуны на 2010 год составляло 53 человека.
| 1962 | 1968 | 1975 | 1982 | 1990 | 1999 | 2010 |
| ---- | ---- | ---- | ---- | ---- | ---- | ---- |
| 73   | 74   | 88   | 46   | 67   | 65   | 53   |

## Администрация
| Период | Период | Фамилия             | Партия | Примечания |
| ------ | ------ | ------------------- | ------ | ---------- |
| 2001   | 2014   | Марсель Арнодюк     |        |            |
| 2014   | 2020   | Даниэль Панатье-Кас |        |            |

## Экономика
В 2010 году среди 37 человек трудоспособного возраста (15—64 лет) 30 были экономически активными, 7 — неактивными (показатель активности — 81,1 %, в 1999 году было 85,4 %). Из 30 активных жителей работали 30 человек (16 мужчин и 14 женщин), безработных не было. Среди 7 неактивных 1 человек был учеником или студентом, 5 — пенсионерами, 1 был неактивным по другим причинам.

## Фотогалерея

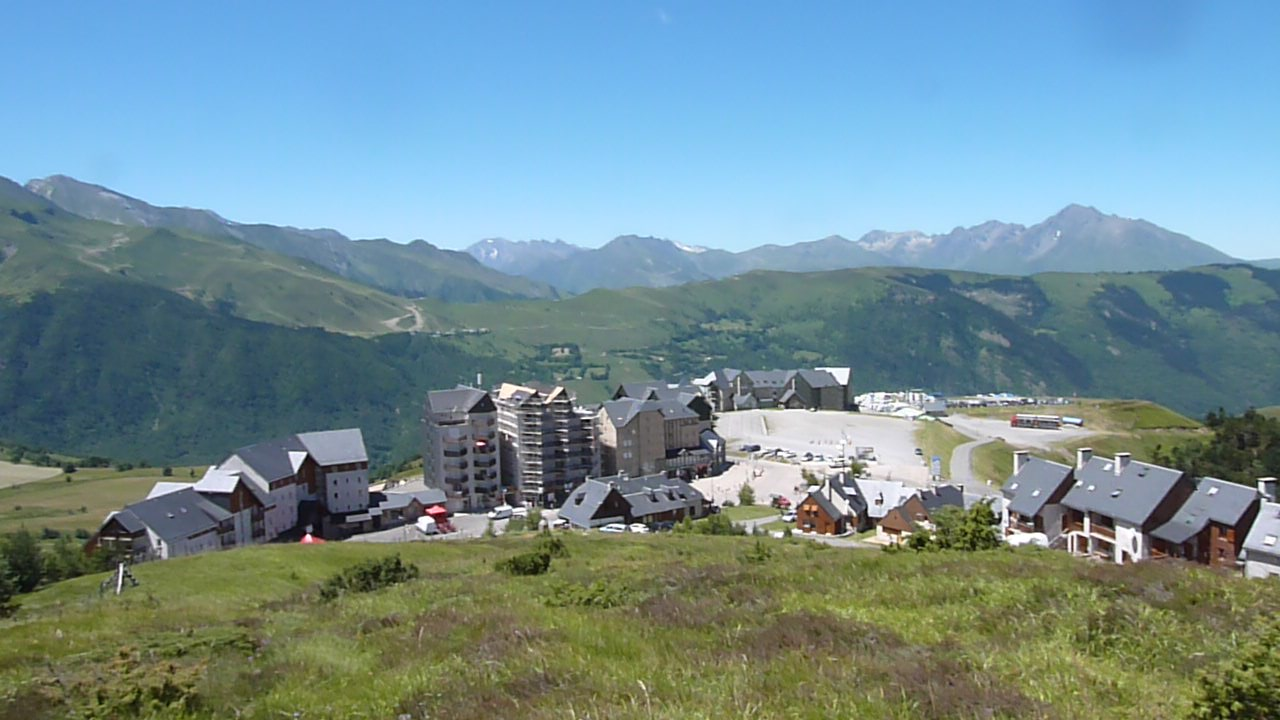
Горнолыжный курорт Перагюд[англ.]
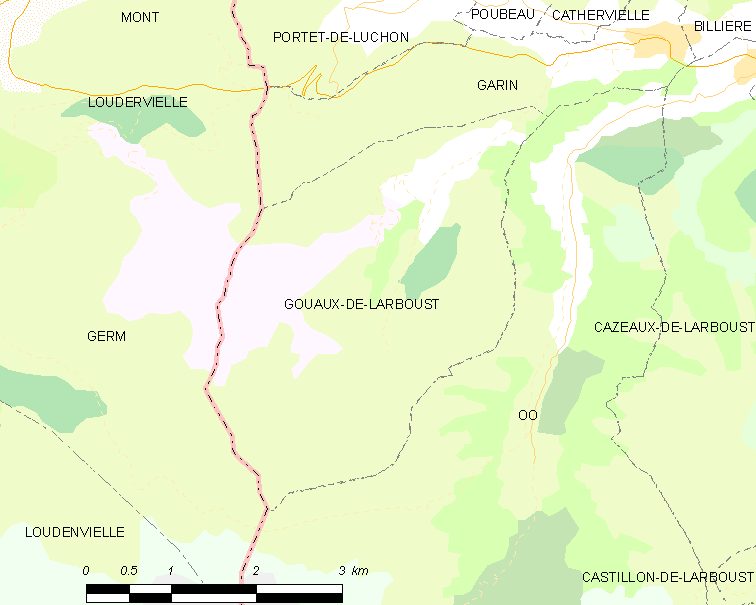
Карта коммуны